# Hibiscus hastatus
Hibiscus hastatus es una especie de gran arbusto o árbol, perteneciente a la familia  Malvaceae. H. hastatus se conoce con el nombre común de "purau teruere" o "Tahiti hibiscus". Es originaria de la Polinesia Francesa.

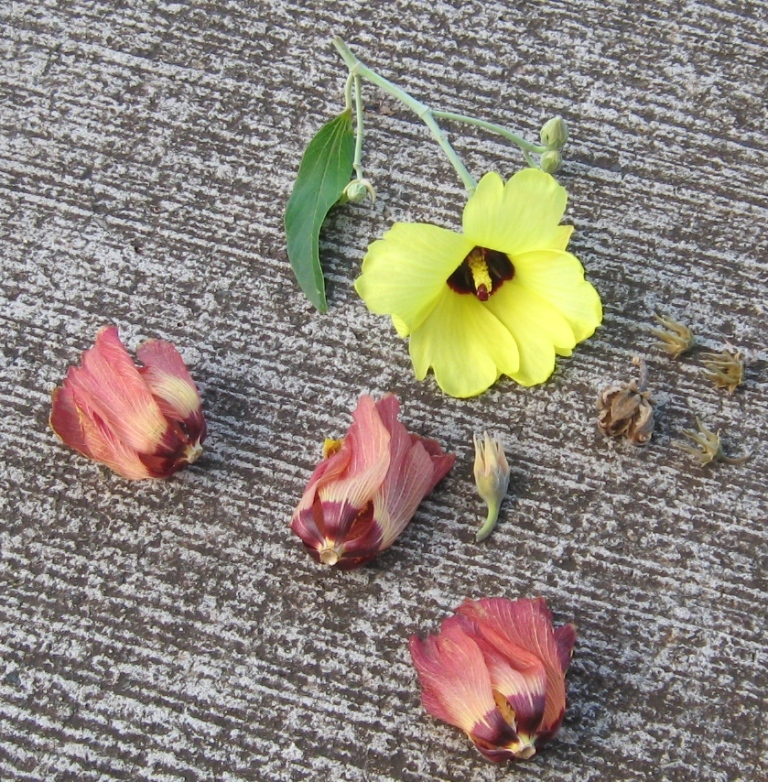
Flores

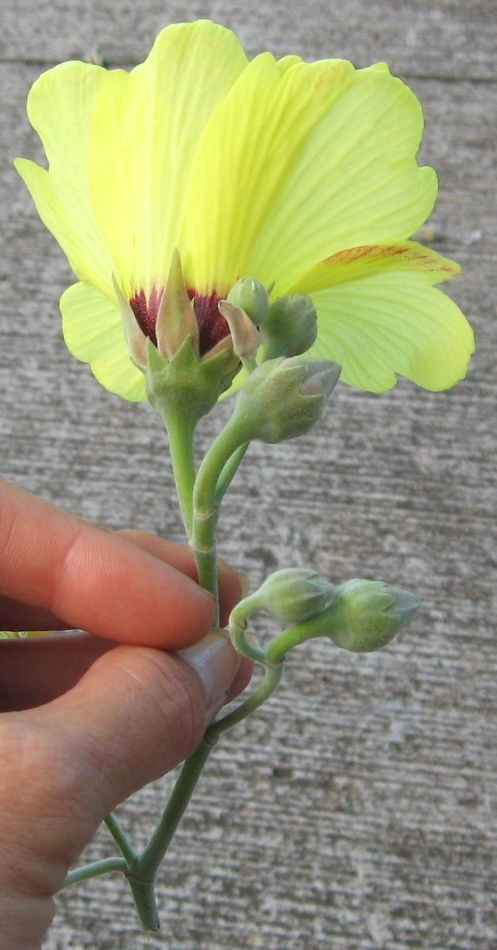
Flores

## Descripción
Las flores del H. hastatus son de color amarillo pálido ( casionalmente con intermitentes márgenes de pétalos de color rojo pálido) y un centro de color rojo oscuro al abrirse. En el transcurso del día, las flores profundizan su color a naranja y finalmente cambian a rojo cuando envejecen.
Las hojas son de forma variable 3- lobuladas con algunas hojas  más delgadas y casi sin lóbulos (hastatus se refiere a la forma de lanza de las hojas) .
Algunas referencias tratan H. hastatus como una subespecie de Hibiscus tiliaceus.

## Taxonomía
Hibiscus hastatus fue descrita por Carlos Linneo el Joven y publicado en Suppl. Pl. 301 1782.
Etimología
Hibiscus: nombre genérico que deriva de la palabra griega: βίσκος ( hibískos ), que era el nombre que dio Dioscórides (40-90 d. C.)  a Althaea officinalis.
hastatus: epíteto latíno que significa "con forma de lanza".
Sinonimia

## Galería

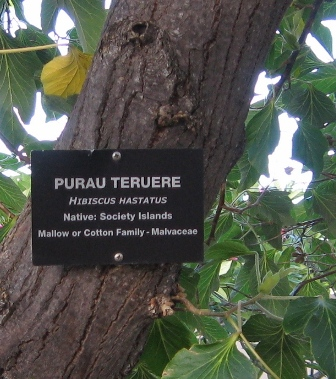
Cortez
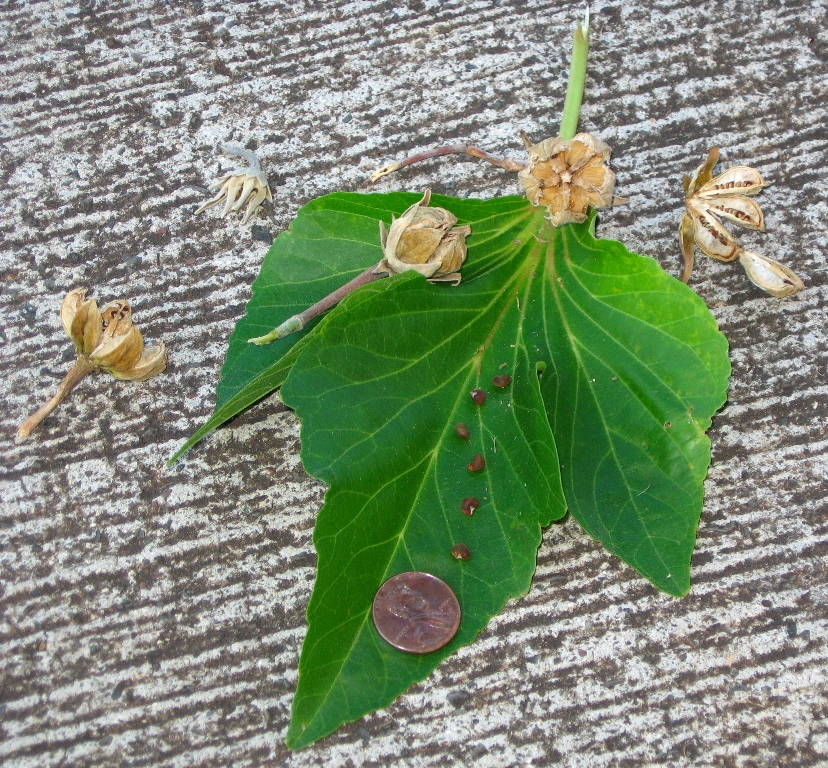
Semilla sobre hoja